# Adriano Chuva
Adriano Neves Pereira, besser bekannt als Adriano Chuva, (geboren am 24. Mai 1979 in Capão da Canoa) ist ein ehemaliger brasilianischer Stürmer.

## Karriere
Seine Karriere begann Adriano 1998 beim Verein EC Juventude. In seiner 20-jährigen Laufbahn stand er bei 19 verschiedenen Vereinen unter Vertrag, davon vier südkoreanischen und einem aus Saudi-Arabien. Obwohl Adriano zu seinen besten Zeiten meist in den ersten Ligen spielte, konnte er sich weder durch längere Engagements oder Erfolge auszeichnen.
Im Juli 2002 verlieh der Cruzeiro EC Adriano an den Paraná Clube. Im August des Jahres verließ er den Klub auf eigenen Wunsch wieder, um sich dem bulgarischem Klub ZSKA Sofia anzuschließen. Die Verpflichtung fand aber nicht statt, nachdem Adriano sich kurzfristig entschloss, nicht nach Europa zu reisen. Für den Rest der Saison wechselte er dann zum Grêmio FBPA nach Porto Alegre.
2003 spielte er bei Sport Recife, wo er anfänglich für ein halbes Jahr unterzeichnet hatte, aber im Juli eine Vertragsverlängerung bis Dezember erhielt. Im Anschluss ging er zu SE Palmeiras und kehrte nach Austragung der Staatsmeisterschaft von São Paulo 2005 zu Sport zurück. Noch im selben Jahr ging er für eine Saison zu al-Nasr FC nach Saudi-Arabien und von dort nach Südkorea. 2013 kehrte er endgültig in seine Heimat zurück und tingelte danach nur noch durch unterklassige Klubs.

## Erfolge
Cruzeiro
- Copa Sul-Minas: 2001